# أس بي سي جروب
أس بي سي جروب (Hangul: SPC 그룹) هي مجموعة تشايبول كورية جنوبية كبيرة (تكتل شركات) تنتج المواد الغذائية والحلويات ومقرها في سيول. تأسست سانجميدجانج، الشركة الرائدة في سامبليب جنرال فودز في عام 1945، وتم إطلاق المجموعة في عام 2004. تعد مجموعة أس بي سي واحدة من أقدم العلامات التجارية في صناعة الحلويات والمخابز في كوريا. تقع مراكز تقديم الطعام في سانجنام، جيونجي دو.
بالإضافة إلى سامليب لعينات الغذاء وشاني، تمتلك أس بي سي جروب علامات امتياز رائدة في السوق مثل باريس كرواسون (مخبوزات) وبي أر كوريا (دونات وأيس كريم) كشركات تابعة. تمتلك الشركة أيضًا أس بي أل وأس بي سي كابيتال وسامليب جي أف أس وميلدداون، على سبيل المثال لا الحصر، كشركات فرعية، تعمل على توسيع نطاق الأعمال التجارية مع المؤسسات الخارجية في الولايات المتحدة والصين وفيتنام وسنغافورة.
تشير كلمة «أس بي سي» إلى «سامليب / شاني» و «باريس كرواسون» و «الشركات (بما في ذلك بي أر كوريا والشركات التابعة الأخرى اليوم وغدًا).»